# Birtin (okręg Hunedoara)
Birtin – wieś w Rumunii, w okręgu Hunedoara, w gminie Vața de Jos. W 2011 roku liczyła 284 mieszkańców.